# Şükrü Gülesin
Şükrü Mustafa Gülesin, né le 14 septembre 1922 à Constantinople et mort le 10 juillet 1977 à Istanbul, est un footballeur turc des années 1940 et 1950.

## Biographie
En tant qu'attaquant, Şükrü Gülesin est international turc à 11 reprises (1945-1954) pour 4 buts. Il participe aux Jeux olympiques de 1948, à Londres. Il est titulaire contre la Chine, ainsi que contre la Yougoslavie. Dans le deuxième match, il inscrit un but à la 33e minute et est expulsé à la 85e minute. La Turquie est éliminée en quarts.
Il joue dans différents clubs turcs (Beşiktaş JK, Ankaragücü et Galatasaray SK) et italiens (Lazio Rome et US Palerme), remportant 7 championnats d'Istanbul et 3 championnats nationaux.
Il meurt le 10 juillet 1977 d'une insuffisance cardiaque.

## Clubs
- 1940-1944 :  Beşiktaş JK
- 1944-1945 :  MKE Ankaragücü
- 1945-1950 :  Beşiktaş JK
- 1950-1951 :  US Palerme
- 1951-1952 :  Lazio Rome
- 1952-1953 :  US Palerme
- 1953-1954 :  Galatasaray SK

## Palmarès
- Milli Küme
  - Champion en 1941, en 1944 et en 1947
  - Vice-champion en 1946
- Turkish Football Championship
  - Finaliste en 1941 et en 1946
- Championnat d'Istanbul de football
  - Champion en 1940, en 1941, en 1942, en 1943, en 1946 et en 1950